# Stemhebbende velaire fricatief
De stemhebbende velaire fricatief is een medeklinker die in het Internationaal Fonetisch Alfabet wordt aangeduid met [ɣ], en in X-SAMPA met [G].
Een voorbeeld van een stemhebbende velaire fricatief is de [g] in het Nederlandse woord geen. Hierbij moet worden opgemerkt dat in het Nederlands zoals dat boven de rivieren gesproken wordt, er niet of nauwelijks verschil te horen is tussen een stemhebbende velaire fricatief en een stemloze uvulaire fricatief. In het Nederlands zoals dat in Vlaanderen wordt gesproken, neigt de stemhebbende velaire fricatief veel meer naar een j dan een stemloze uvulaire fricatief. In Zuid-Nederland is de zachte g een stemhebbende palatale fricatief.

## Kenmerken
- De wijze van articulatie is fricatief, wat wil zeggen dat de klank geproduceerd wordt door hinder die de luchtstroom ondervindt op de plaats van articulatie, waardoor turbulentie ontstaat.
- De plaats van articulatie is velair, wat wil zeggen dat de klank uitgesproken wordt met het achterste gedeelte van de tong (het dorsum) tegen het zachte verhemelte (het velum).
- Het type articulatie is stemhebbend, wat wil zeggen dat de stembanden meetrillen bij het articuleren van de klank.
- Het is een orale medeklinker, wat wil zeggen dat de lucht door de mond naar buiten stroomt.
- Het is een centrale medeklinker, wat wil zeggen dat de lucht over het midden van de tong stroomt, in plaats van langs de zijkanten.
- Het luchtstroommechanisme is pulmonisch-egressief, wat wil zeggen dat lucht uit de longen gestuwd wordt, in plaats van uit de glottis of de mond.

Deze pagina bevat fonetische informatie in het IPA, die in sommige browsers mogelijk niet correct wordt weergegeven.
Waar symbolen in paren voorkomen, vertegenwoordigt het rechter teken een stemhebbende medeklinker. Gearceerde gebieden bevatten medeklinkers die worden beschouwd als onuitspreekbaar.
Zie ook: IPA, Klinkers